# Geraint de Domnonée
Ne doit pas être confondu avec Geraint.
Geraint (en latin Gerontius) est un roi de Domnonée qui a régné au début du VIIIe siècle. Pendant son règne, la Domnonée est entrée probablement en conflit plusieurs fois avec ses voisins  Anglo-Saxons du Wessex. Geraint est le dernier roi connu de la Domnonée insulaire unifiée et il était nommé « Roi de Galles » par la Chronique anglo-saxonne. Ses successeurs ont régné sur un territoire réduit à l'actuelle Cornouailles.

## Le Roi de Domnonée insulaire
Geraint fils d'Erbin est vraisemblablement un descendant de Constantin de Domnonée dont le fils et le petit fils se nomment également Erbin et Geraint. Il est le destinataire en 705 d'une longue lettre envoyée par Aldhelm, évêque de Sherborne sur la date de Pâques et la forme des tonsures. Cette lettre montre que les Bretons de Cornouailles et du Devon de la fin du VIIe siècle utilisent encore les dates de Pâques calculées par l'église brittonique qui diffère de l'église catholique romaine. Geraint se met d'accord avec Aldhelm pour appliquer les dates romaines. Selon Jean de Worcester, Geraint est vaincu lors de batailles remportées par le saxon Ine de Wessex et Nothhelm de Sussex en 710 mais la Chronique anglo-saxonne qui relève également l'événement n'indique pas qu'il est tué. C'est probablement à cette époque que le Devon est conquis par les Saxons. Ine est néanmoins incapable d'imposer son autorité sur les Cornouailles ; en 722, selon les Annales Cambriae, les Bretons conduit par Geraint ou son successeur, gagnent la « Bataille de Hehil », probablement contre le Wessex ,.

## La légende
Il est peut-être le Gereint fils d'Erbin dont on parle dans l'Élégie de Gereint, fils de Erbin du livre noir de Carmarthen. Ce poème aurait inspiré Chrétien de Troyes pour son Érec et Énide. Ou le personnage d'Érec serait Geraint de Domnonée.
Geraint ou Érec est, dans le cycle arthurien, l'un des chevaliers de la Table Ronde, et par conséquent un compagnon d'armes du roi Arthur.